# Sherlock Holmes: El Misteri de la Mòmia
Sherlock Holmes: El Misteri de la Mòmia és un videojoc d'aventura per a Microsoft Windows, desenvolupat per Frogwares, llançat el 2002.
El jugador controla al renovat detectiu de Sir Arthur Conan Doyle, Sherlock Holmes, investigant la mansió de l'arqueòleg britànic, Lord Montecalf, misteriosament abandonada. És el primer de la sèrie Aventures de Sherlock Holmes dels jocs d'aventura desenvolupat per Frogwares i Viva Media, i va ser presentat també per la Nintendo DS i la Wii l'any 2009.

## Jugabilitat
La versió original del joc és jugada des d'una perspectiva en primera persona. Els llocs són presentats en tres dimensions, utilitzant fons pre-renderitzats i presenten moviment limitat; el jugador utilitza el ratolí per moure's entre una sèrie de posicions establertes dins l'ambient. El jugador recull una sèrie d'objectes mentre es mou a través del món del joc, i algunes notes de registres de la llibreta i documents que s'ha trobat. Aquests objectes són peces d'informació utilitzades per a resoldre una sèrie de trencaclosques.
El port de Nintendo DS de Sherlock Holmes: El Misteri de la Mòmia es torna a jugar des d'una perspectiva en primera persona, utilitzant fons pre-renderitzats per presentar un entorn tridimensional. El jugador utilitza el llapis tàctil tant per interaccionar amb objectes de l'entorn com per moure's. Les dues pantalles són usades per mostrar l'entorn i l'inventari d'Holmes; el jugador pot intercanviar-les segons amb quina desitgi interaccionar. La majoria dels puzles es basen en obrir portes tancades, que necessiten recol·lectar objectes que han de ser situats en seqüència per a continuar. Aquesta versió del joc ha rebut crítiques mixtes, i té una puntuació de 57 sobre 100 en la revisió de Metacritic.
La versió de Wii del joc conserva moltes de les característiques de joc de l'anterior versió de Nintendo DS, incorporant l'ús del Wii Remote i el Nunchuk. Els gràfics han estat millorats també, canviant els fons pre-renderitzats amb un motor 3D més equipat, afegint l'ús de shaders.